# トラヴィス・スコット
トラヴィス・スコット（Travis Scott、以前の表記: Travi$ Scott、1991年4月30日 - ）は、アメリカ合衆国テキサス州ヒューストン出身のラッパー。本名はジャック・ベルマン・ウェブスター二世.（Jacques Berman Webster II）。
2012年にメジャーレーベルのエピック・レコードと契約。同じ年の11月にカニエ・ウェスト率いるグッド・ミュージックと契約。そして2013年4月にT.I.が率いるグランド・ハッスルと契約した。2013年に初のフルレングス・ミックステープ『Owl Pharaoh』、2014年8月に2作目のミックステープ『Days Before Rodeo』をリリース。デビューアルバム『Rodeo』（2015年）からはシングル「Antidote」がヒット。2作目のアルバム『Birds in the Trap Sing McKnight』（2016年）は初の全米1位を記録し、シングル「Goosebumps」がヒットした。翌年にはMigosのQuavoとコラボレーション・アルバム『Huncho Jack, Jack Huncho』をリリース。3作目のアルバム『Astroworld』（2018年）は批評家から高く評価され、初の全米ナンバーワンシングル「Sicko Mode」が生まれた。2019年には自身のレーベルCactus Jackのコンピレーションアルバム『JackBoys』をリリースした。

## 生い立ち
1991年にテキサス州ヒューストンで生まれた。1歳から6歳まではヒューストンのサウス・パークで祖母と共に暮らしていた。ヒューストン中南部に位置するこの地域は犯罪で悪名高い地域だった。スコットは「このクソな街から抜け出さないといけない」と思い、両親と暮らすためにヒューストン南西部の中流階級の地域であるミズーリ市に引っ越した。
母親はAppleで働き、父親は自分の会社を経営していた。父親はソウルミュージシャンであり、祖父はジャズの作曲家だった。スコットはエルキンス高校に通い、卒業後はテキサス大学サンアントニオ校に通ったが、2年生の時に音楽キャリアを追求するために中退した。
中退後、すぐにニューヨークに移り住み、音楽のキャリアを始めようとした。両親は中退したことに不満を持っており、経済的な援助を打ち切られてしまう。

## 経歴

### 2008年 - 2012年: キャリア初期

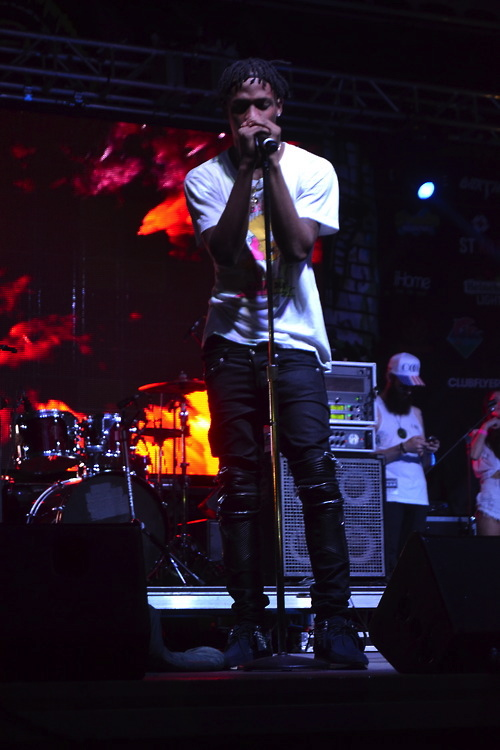
ライブでのトラヴィス・スコット（2013年）

昔からの友人のChris Hollowayとデュオ「The Graduates」を結成。2008年に無題のEPをMyspaceでリリースした。
翌年、スコットは同級生のOG ChessとラップグループThe Classmatesを結成。The Classmatesは2009年に『Buddy Rich」と2010年に『Cruis'n USA』の2つの作品をリリースした。2人は2012年末まで活動を続けたが、個人的な対立や金銭的な問題が原因でグループは解散した。
大学を離れた後、ヒューストンからニューヨークのワシントンハイツに移り住み、音楽サイトIllrootsを運営する友人のMike Waxxと一緒に活動を始めた。ニューヨークに引っ越した後、友人の家の床に寝泊まりし、ほとんどの時間をJust Blazeのスタジオで過ごしていた。やがてニューヨークでは音楽キャリアが成功しないと感じ、わずか4ヶ月でカリフォルニア州のロサンゼルスに移住した。
ロサンゼルスでは、住居を提供すると約束していた友人に裏切られ路頭に迷ってしまう。両親からは経済的に見放されていたので、最終的にヒューストンに戻ることを余儀なくされた。その後は再びロサンゼルスに移り、友人のソファーを借りて生活することになる。その頃、ラッパーでレコードレーベルGrand HustleのオーナーのT.I.がスコットの楽曲「Lights (Love Sick)」を気に入り、彼のスタジオに招聘された。

### 2012年 - 2015年: Owl Pharaoh、Days Before Rodeo

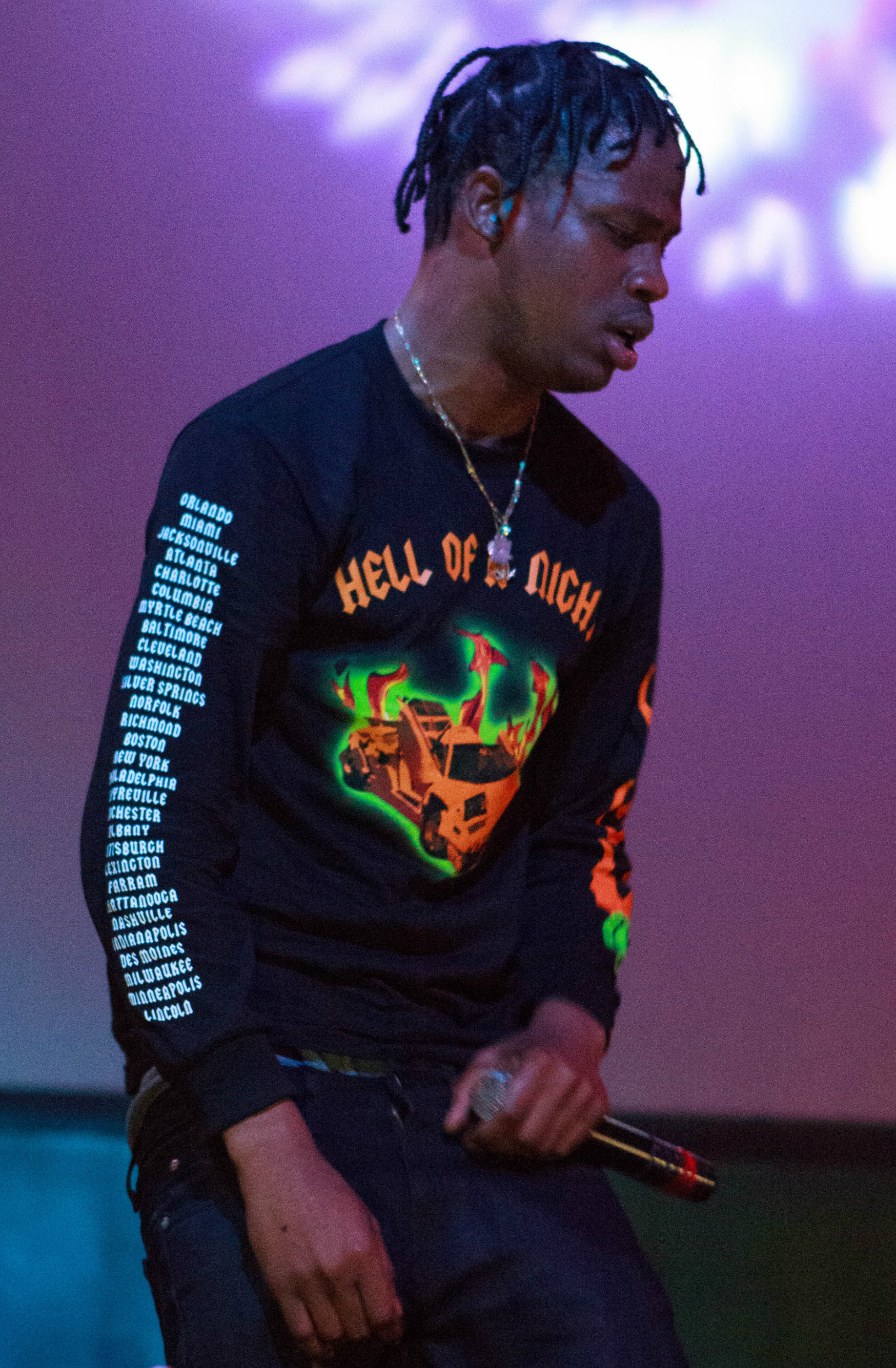
ステージでのトラヴィス・スコット（2014年）

2013年5月21日、初めてのフルレングス作品であるミックステープ『Owl Pharaoh』（オウル・ファラオ）がリリースされる。このミックステープは2012年にフリーダウンロードで発表される予定だったが延期され、カニエ・ウェストとマイク・ディーンによって再制作されたが、サンプルのクリアランスの問題で再び延期されていた。ヒップホップ雑誌のXXLに2013年のフレッシュマンに選ばれた。
2014年3月13日、SXSWでビッグ・ショーンをフィーチャーした「1975」という仮タイトルの新曲を披露した。The 1975の曲をサンプリングしたこの楽曲は「Don't Play」というタイトルに変更され、新しいミックステープのリードシングルとして7月にリリースされた。ミックステープ『Days Before Rodeo』（デイズ・ビフォア・ロデオ）は8月18日にリリースされた。
『Days Before Rodeo』の成功を受けて、ラッパーのヤング・サグとプロデューサーのメトロ・ブーミンと共にコンサートツアー「The Rodeo Tour」のヘッドライナーを務めた。このツアーは2015年3月1日にカリフォルニア州サンタアナでスタートし、2015年4月1日にオレゴン州ポートランドで終了した。チケットはすぐに完売してしまったため、ロサンゼルスやニューヨークなどいくつかの都市で追加公演が用意された。カニエ・ウェスト、クリス・ブラウン、ワーレイ、バードマンなどが特別ゲストとして出演した都市もあった。

### 2015年 - 2016年: Rodeo、Birds in the Trap Sing McKnight

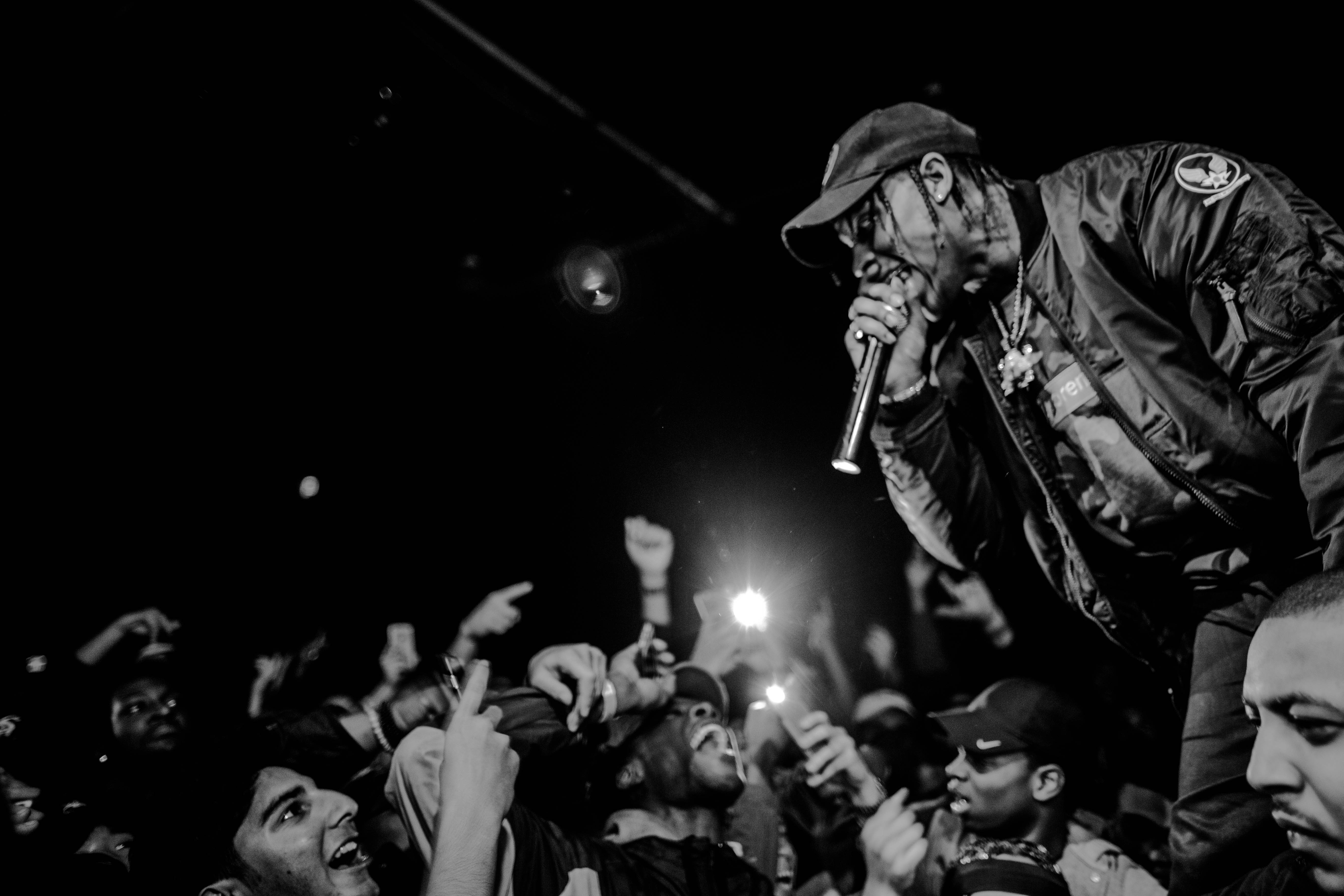
ライブでのトラヴィス・スコット（2016年）

2015年9月4日、デビューアルバム『Rodeo』（ロデオ）がリリースされた。アルバムにはQuavo、Juicy J、Kanye West、The Weeknd、Swae Lee、Chief Keef、Justin Bieber、Young Thug、Toro y Moi、Big Buckがゲストとして参加した。
アルバムからFutureと2 Chainzをフィーチャーした「3500」と「Antidote」の2曲がシングルカットされた。特に「Antidote」がヒットし、全米チャートで最高16位を記録した。アルバム『Rodeo』は批評家から概ね肯定的なレビューを受け、全米Billboard 200チャートで初登場3位を記録した。
2016年1月4日、新しいスタジオアルバムを準備中であることを発表する。6月3日、ヤング・サグとのコラボシングル「Pick Up the Phone」がリリースされた。MigosのQuavoをフィーチャーしたこの曲は、全米最高43位を記録し、全米レコード協会からダブル・プラチナディスクに認定された。

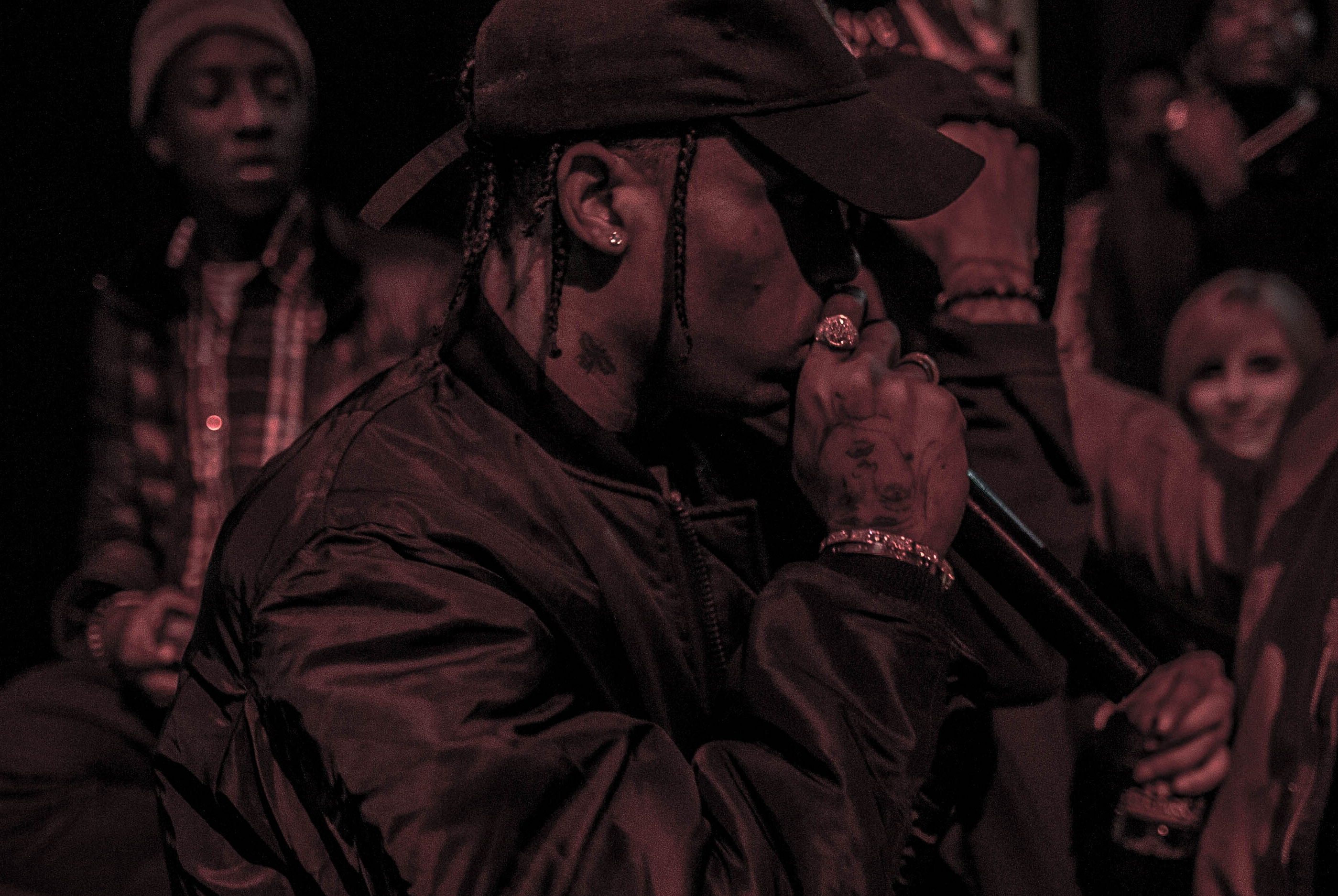
ライブでのトラヴィス・スコット（2016年）

9月2日、自身のラジオ番組で2作目のアルバム『Birds in the Trap Sing McKnight』（バーズ・イン・ザ・トラップ・シング・マックナイト）を初披露し、iTunesとApple Musicでリリースした。アルバムにはAndré 3000、Blac Youngsta、Kid Cudi、Nav、21 Savage、Kendrick Lamar、Bryson Tiller、Young Thug、Quavo、K. Forest、The Weekndがゲストとして参加した。アルバムは初の全米1位を記録した。アルバムからは「Pick Up the Phone」の他にケンドリック・ラマーをフィーチャーした「Goosebumps」がヒットし、アメリカで5×プラチナディスクに認定された。
2017年3月10日、「Birds Eye View」というコンサートツアーをルイジアナ州ニューオーリンズからスタートした。ツアーは6月2日にオレゴン州ユージーンで終わったが、後にヨーロッパツアーも決まり6月から7月にかけてフェスティバルセットや小規模なクラブで開催された。 2017年3月、Cactus Jack Records（カクタス・ジャック・レコード）という自主レーベルを立ち上げることを発表した。 インタビューで「自分の音楽を金銭的にコントロールするためにやっているわけではない。何よりもまず第一に、他のアーティストを助け、新人を発掘し、機会を提供したいんだ。彼らのために、僕に起こったことを、より良い形でやっていきたいんだ。より良いというのは、でたらめなことをしないということだ。アルバムのリリース日やビデオやアルバムの予算についてアーティストに嘘をつかないことだ」と述べている。

### 2017年 - 現在: ASTROWORLD

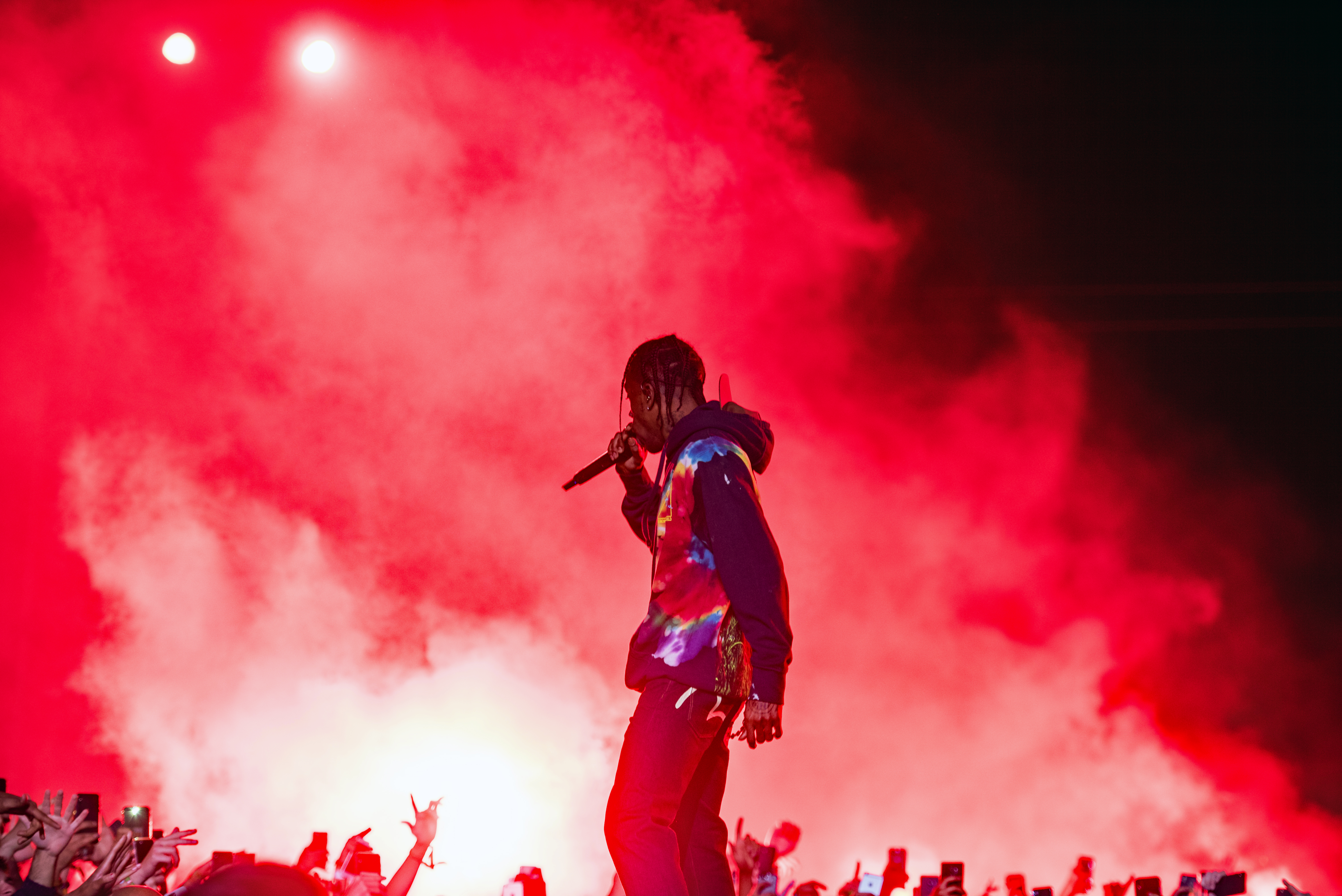
Openair Frauenfeldでのトラヴィス・スコット（2019年）

2017年4月、MigosのQuavoとコラボアルバムを制作していると報じられた。GQのインタビューで「Quavoとのアルバムはもうすぐリリースされるよ。もうすぐ新しい音楽をリリースするんだ。」と延べた。さらに自身のニューアルバム『ASTROWORLD』についても話し、同名のヒューストンのテーマパークの廃墟にちなんで名付けられたアルバムが完成間近で、2017年にリリースされる可能性が高いと発表した。また、ドレイクの作品『More Life』の楽曲「Portland」にフィーチャーされ全米9位を記録した。
2017年5月16日、3つの新曲をSoundCloudで公開した。そのうちの1つ「Butterfly Effect」が話題になり、ストリーミングサービスでも公開された。8月27日にはMTVビデオ・ミュージック・アワードでサーティー・セカンズ・トゥ・マーズの「Walk On Water」にコラボ出演し、11月にはMTVヨーロッパ・ミュージック・アワードで「Butterfly Effect」を披露した。
2017年12月21日、Quavoとのコラボアルバム『Huncho Jack, Jack Huncho』をリリースした。このアルバムはBillboard 200で初登場3位を記録し、Billboard Hot 100に7曲がチャートインした。

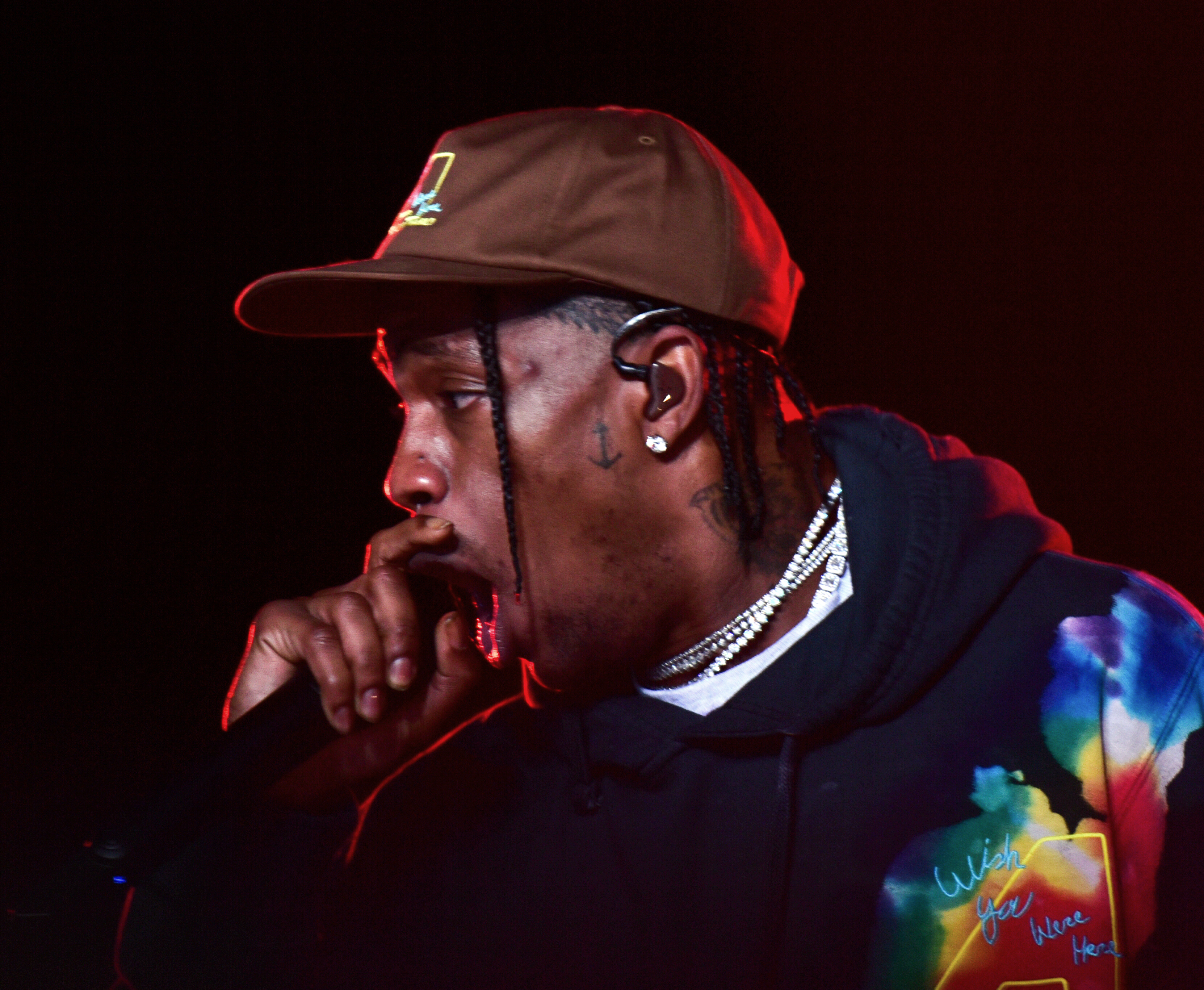
Openair Frauenfeldでのトラヴィス・スコット（2019年）

2018年8月3日、3作目のスタジオアルバム『Astroworld』（アストロワールド）がリリースされた。アルバムには、Kid Cudi、Frank Ocean、Drake、The Weeknd、James Blake、Philip Bailey、21 Savage、Swae Lee、Gunna、Nav、Quavo、Takeoff、Juice Wrld、Sheck Wes、Don Toliver、Tame Impala、Thundercatなどが参加した。アルバムは全米初登場1位を記録し、アメリカ合衆国でトリプルプラチナディスクに認定された。ドレイクをフィーチャーしたシングル「SICKO MODE」は特にヒットし、スコットにとって初の全米ナンバーワンソングとなった。この曲はビルボードの2010年代チャートでも16位を記録した。 
アルバムは批評家の絶賛を浴び、NMEやThe Independent誌が満点を付けた。音楽メディアの年間ベストアルバムのランキングではUproxxが1位に、ClashとComplexが2位、Rolling Stoneが6位、Noiseyが7位に選出した。第61回グラミー賞では最優秀ラップ・パフォーマンス、最優秀ラップソング、最優秀ラップ・アルバムにノミネートされた。
2019年2月、第53回スーパーボウルのハーフタイムショーのマルーン5のステージにゲスト出演した。8月にはドキュメンタリー映画『Look Mom I Can Fly』がNetflixで公開された。12月、シングル「HIGHTEST IN THE ROOM」をリリースし、Hot 100で初登場1位を獲得した。12月27日、自身のレーベルCactus Jackのコンピレーションアルバム『JackBoys』をリリースし、全米初登場1位を記録した。　
2020年4月20日、ゲームフォートナイトとのコラボレーションを発表し、ゲーム内で使用が可能なコスチュームなどの発売とゲーム内でのライブイベント「Astronomical」ツアーを公開した。そして、24日にライブイベントが実装されスコットはキッド・カディとの新曲「THE SCOTTS」を世界初披露し、その日の深夜にリリースした。シングルのカバーにはアメリカの有名アーティストKawsがデザインを手がけ、プロデューサーにはDaytrip、Dot da Genius、Plain Pat、Mike Deanといった人物たちが参加した。

#### アストロワールド・ミュージック・フェスティバルでの事故

##### 事故の発生
2021年11月5日、自身が手掛けたフェス「アストロワールド・ミュージック・フェスティバル」のヒューストン会場で、観客が将棋倒し状態となり8人が圧死、300人以上の負傷者が発生する事故が起こった。翌日にも予定されていたフェスは中止になったほか、同月13日に出演が予定されていた「デイ・アンド・ベガス・フェスティバル」についても、動揺が大きいとしてキャンセルされた。
事故が発生した要因は、以下のように指摘されている。
- そもそも入場者数に見合った会場ではなかったこと。
- ワールドシリーズ以上のセキュリティが配置されていたが、手薄であった。無差別に他人に薬物を注射していた観客の存在が確認されている。
- チケットを購入して入場していた約5万人の観客とは別に、入場ゲートを突破した数百人から数千人もの不法侵入者があったこと。
- スコットはパフォーマンスで観客を煽り、客席でモッシュが発生することが多かった。事故当日、事故の深刻さにスコットや運営側が気づかず、パフォーマンスを中止しなかった。

フェス開催前に、警察が「何か問題が起きたとき、観客を統制できるのはパフォーマーだけです」と警告していたことも分かっている。
同月10日・14日に事故による負傷で重傷を負った観客が死亡し、この事故での死亡者は未成年者3人を含む10人となった。
12月17日、ハリス郡の審査官は9歳から27歳の犠牲者について、ステージを取り巻く群衆のなかで押しつぶされての窒息による死亡であるとした。

##### スコット・フェス主催者の対応
事故が起こった5日にスコットはTwitterを更新し、「昨夜起きたことにひどく打ちのめされています。ご家族とアストロワールド・フェスティバルで起こったことによる影響を受けた全ての人々のもとに私の祈りが届きますように」と声明を行った。ヒューストン警察の捜査に全面協力をしているとしている。
同月8日、スコットは代理人を通じて声明を発表し、死亡者の葬儀費用の全額を負担する意向であること、また事故で影響を受けた全ての人に無償でメンタルヘルスのケアが受けられるようにすることを約束した。また、フェスの主催者であるイベント制作会社「ScoreMore（スコアモア）」、プロモーターのライブ・ネイション、スコットの音楽レーベル「Cactus Jack Records（カクタス・ジャック・レコード）」らは、参加者全員に全額返金の対応を取ることを発表した。
12月19日にアメリカ合衆国のテレビ・ラジオパーソナリティーであるシャーラメイン・ザ・ゴッドの公式YouTubeチャンネルにアップロードされた動画内で、スコットは今回の事故についてスコットから見た状況を説明し、事故の真相解明に取り組んでいると話した。
- 助けを求める悲鳴を無視したと非難されていることについて、スコットは否定している。耳にインイヤーモニターを着けており、花火が上がっている状態であったため、助けを求める叫び声に気付いていなかったと説明している。
- 「観客を煽って、ステージに殺到するよう仕向け」たという証言について、アーティストとして「怒り」を表現して煽ったとしている。それは「危害を加えるためではない。手放しで楽しみ互いを愛し助け合う。コンサートはただの乱闘騒ぎではない」とスコットは述べている[58]。

##### 被害者からの訴訟
同月16日、死亡した男性1人の遺族を含む被害者125人が、「アストロワールド・ミュージック・フェスティバル」の主催者であるスコットとドレイク、レコード会社やマネージャー、エージェント、スポンサーらに対して7億5000万ドル（約850億円）の損害賠償を求める訴訟を起こした。今回の事故をめぐっては、同月21日時点で少なくとも36件の訴訟が発生しているという。
12月6日、スコットは弁護士を通じ、11件の訴訟への回答を提出した。原告の主張を否定、スコット及びスコットのチームには一切の責任がないと主張し、請求却下を要求するものであったという。また、275件におよぶ関連の訴訟を広域係属訴訟（複数の訴えを併合するために特定地区の単一の連邦地方裁判所に移送する手続き）にする申し立ても提出した。
2022年10月20日、10人の死亡者のうちの1人の遺族と和解したことが報じられた。和解交渉はエージェントとの間で行われ、スコットは一切関与していないとされている。

## 影響を受けたアーティスト
影響を受けたミュージシャンには、キッド・カディ、テイム・インパラ、カニエ・ウェスト、T.I.、M.I.A.、トロ・イ・モアを挙げている。

## 私生活
2017年4月、リアリティ番組スターのカイリー・ジェンナーと交際を開始。カイリーとの間には、2018年2月1日に第1子女児のストーミ、2022年2月2日に第2子男児のエアが誕生した。

## その他の活動

トラヴィス・スコットのレーベル・ブランドCactus Jackのロゴ

ミュージシャンとしての活動の他に、ファッションアイコンとしても知られる。2017年11月、スコットはNIKEとの最初のコラボレーションスニーカーを発売し、即完売した。2018年6月、スコットは新たにジョーダンブランドとコラボレーションスニーカーとアパレルを発売して即完売し、2019年に発売したエア・ジョーダン1は定価17.280円にもかかわらず15万円以上で取引された。最近では、スコットはNIKEのスケートボードスニーカーのデザインを手がけ、定価が18,150円にもかかわらず今では12万以上で取引されている。
NIKEとのコラボレーションスニーカー以外にも、スコットは活動の幅を広げている。2017年、スコットはイヴ・サンローランのサマーキャンペーンのモデルを務めた。その後も、自身のミュージックビデオ「CAN'T SAY」ではサン・ローランの提供で衣装を着用した。2020年、スコットはディオールとジョーダンブランドのコラボレーションキャンペーンのモデルを務めた。

## ディスコグラフィ
スタジオ・アルバム
- Rodeo (2015)
- Birds in the Trap Sing McKnight (2016)
- Astroworld (2018)
- Utopia (2023)

コラボレーティヴ・アルバム
- Huncho Jack, Jack Huncho (with Quavo as Huncho Jack) (2017)
- JackBoys (with Cactus Jack) (2019)

ミックステープ
- Owl Pharaoh (2013)
- Days Before Rodeo (2014)

## 来日公演
- 2013年
  - 11月29日、東京 SOUND MUSEUM VISION
  - 11月30日、大阪 GRAND CAFE
- 2025年
  - 11月8日、埼玉 ベルーナドーム